# Thlypopsis
Thlypopsis is een geslacht van zangvogels uit de familie Thraupidae (tangaren).

## Soorten
Het geslacht kent de volgende soorten:
- Thlypopsis fulviceps – Taankoptangare
- Thlypopsis inornata – Taanbuiktangare
- Thlypopsis ornata – Kaneelborsttangare
- Thlypopsis pectoralis – Bruinflanktangare
- Thlypopsis pyrrhocoma – Kastanjekoptangare
- Thlypopsis ruficeps – Goudkaptangare
- Thlypopsis sordida – Oranjekoptangare
- Thlypopsis superciliaris – Wenkbrauwtangare